# اسپایس (آلبوم)
«اسپایس» (به انگلیسی: Spice) آلبومی از اسپایس گرلز است که در سال ۱۹۹۶ میلادی منتشر شد.